# Antoine-Cesar de Choiseul-Praslin
Antoine-César de Choiseul-Praslin, Duque de Praslin, (Paris, 6 de abril de 1756 - Paris, 28 de janeiro de 1808) foi um general e político francês da Revolução e do Império.

## Biografia

### Origens
Era filho de Renaud César de Choiseul-Praslin (18 de janeiro de 1735 - 5 de dezembro de 1791) e Suzanne ou Guyonne-Marguerite-Philippine de Durfort de Lorges (1737-1806).
Sua mãe é filha de Guy Louis de Durfort, Duque de Lorges (1714 - 1775) e Randan, e Marie Marguerite Butault de Marsan. Seu pai é eleito deputado e embaixador em Nápoles, e seu avô, César Gabriel de Choiseul-Praslin, ministro de Luís XV.
Seus pais se casam em 30 de janeiro de 1754; desta união nascem:
- Antoine Cesar;
- César-Hipólito de Choiseul-Praslin (1757-1793), conde de St. Suzanne (x Josephine de Choiseul d'Esquilly), que verá seu castelo La Fleche devastado durante a Revolução e morreu aos 36 anos;
- Julie-Alix de Choiseul-Praslin (1777 - 1799), esposa do conde Armand-Louis-Amédée de Hautefort.

### Carreira militar e política
Entrou em serviço em 6 de abril de 1772, como segundo tenente seguindo o Regimento de Artilharia de Besançon. Foi nomeado capitão da cavalaria em 18 de abril de 1774, e se mudou para o regimento do Royal-Tie em 10 de dezembro de 1776. Ele se tornou vice-comandante do Regimento da Rainha em 3 de junho de 1779.
Coronel do regimento de Lorraine em 21 de junho de 1789, foi eleito vice-adjunto da nobreza nos Estados Gerais para o Senechaussee de Maine, e 20 de agosto de 1789, após a renúncia do Sr. de Montesson, entrou na Assembléia como membro titular. Participou muito pouco nas deliberações, entretanto, aprovou a conduta do general Bouillé em Nancy em agosto-setembro de 1790 e, após a partida do rei Luís XVI, prestou juramento na Assembléia Nacional. Nos documentos é referido como "M. Praslin le jeune".
Promovido a Marechal de Campo em 28 de novembro de 1791, não emigrou, mas tornou-se suspeito em 1793. Foi preso e encarcerado até a queda de Maximilien de Robespierre em 9 Termidor Ano II (27 de julho de 1794). Permanece fora da política até o golpe de 18 de Brumário, depois se junta ao governo do Consulado. Napoleão Bonaparte o chama para fazer parte do Senado Conservador e ele o nomeia em 2 de outubro de 1803, membro da Legião de Honra, então Comandante da mesma ordem em 14 de junho de 1804.
Antoine-Cesar de Choiseul-Praslin, o Duque de Praslin, Conde de Chevigny, Visconde de Melun, Barão de La Flèche e Sainte-Suzanne, Par da França, morreu em Paris 28 de janeiro de 1808. Está enterrado no Panteão de Paris.

## Casamento e descendência
De seu casamento com a senhorita Charlotte Antoinette O'Brien Thomond (filha de Charles O'Brien de Thomond), tem duas filhas (incluindo Lucie-Virginie, 1794-1834, 1815, Charles-Just Prince de Beauvau-Craon) e um filho Charles-Félix de Choiseul-Praslin (1778-1841), pai de Charles de Choiseul-Praslin (1805-1847).